# Тихон Карачевски
Тихон Карачевски († август 1609) - игуман Руске православне цркве, оснивач Карачевског Васкрсења манастира.
Канонизован је у Руској православној цркви као светитељ.

## Биографија
Живео је у близини града Карачева у другој половини 16. – почетком 17. века. Основао је манастир Васкрсења, назван Тихонов скит, иза реке Снежет. Време оснивања манастира је непознато, али се зна да је већ 1585. године њиме управљао игуман Захарије.
Као монах је живео на стубу, у малој округлој келији која се уздизала изнад другог спрата брвнаре манастирске цркве. Са овог стуба је имао добар поглед на околину, а звоњавом је упозоравао мештане на најезде кримских Татара.
Свети Тихон је уврштен међу свете града Карачева и поштује се као нови чудотворац. У синодикону Васкрсења манастира из 1700. године, после царских имена, наводи се и „породица неимара монаха Тихона, старешине овог манастира“. У „киноварском додатку” уз натпис у поменутом синодикону стоји да је „августа 1609. године упокојио се монах Тихон, главни градитељ овог манастира”. Припреме за канонизацију почеле су још када су били живи они који су се сећали Тихонове аскезе и његовог родослова, дакле средином 17. века. То је био период највеће активности у развоју региона . На полеђини првог листа синодикона „налепљена је слика манастирске цркве, на чијим странама су слике (у целости) Преподобних Арсенија и Тихона Карачевских, а на врху је лице Господа Исуса Христа, који пружа своје божанске руке према њима.“ Графичка минијатура на листу синодикона настала је вероватно пре прослављења светитеља (крајем 17, века). Свети Тихон је сахрањен у манастиру који је основао, у крипти.
Прославља се помесно 16/29 јуна, заједно са успоменом на светог Тихона Аматунског. На тај дан обавља се литија од саборног храма града Карачева и других градских цркава до манастира Васкрсења у част сећања на ктитора манастира, у Карачев плазе ходочасници из удаљених места.
У 1614-1615, Тихоновска пустиња је спаљена до темеља и опустошена од стране пољско-литванских трупа. Године 1625. манастир је поново оживео. Архиђакон Павле Алепски, који је посетио манастир 1654. године, писао је да је црква у част Васкрсења Господњег тада била од кедровог дрвета, са високим звоником и галеријом.
Године 1697, средствима принцезе Татјане Михајловне, на месту дотрајале дрвене подигнута је двоспратна камена црква. Горњи ниво је у част Васкрсења Речи, доњи у част Смоленске иконе Богородице са капелом Светог Тихона Аматског. У овој капели налазила се крипта са гробом над гробљем Светог Тихона.
Шездесетих година 17. века изграђена је камена припрата на месту доњег спрата капеле. У крипти се чувала икона светитеља у целој дужини. Манастир је више пута рушен и укинут 1764. године.